# Stirling Silliphant
Stirling Dale Silliphant (Detroit, 16 gennaio 1918 – Bangkok, 26 aprile 1996) è stato uno sceneggiatore e produttore cinematografico statunitense.

## Biografia
Nato a Detroit, si spostò quasi subito a Glendale, in California. Qui frequentò la University of Southern California per poi essere assunto per un lavoro d'ufficio da Walt Disney, poco dopo però iniziò a scrivere per The Mickey Mouse Club. Nella prima parte della carriera si dedicò soprattutto a produzioni televisive, scrivendo e ideando molte serie tra cui Route 66, Playhouse 90, Perry Mason, Alfred Hitchcock presenta e La città in controluce.
Oltre alla televisione scrisse anche molte sceneggiature per il cinema, tra cui quella di La calda notte dell'ispettore Tibbs che gli valse il premio Oscar.

## Premi
- 1968 - Oscar alla migliore sceneggiatura non originale: La calda notte dell'ispettore Tibbs
- 1968 - Golden Globe per la migliore sceneggiatura: La calda notte dell'ispettore Tibbs
- 1969 - Golden Globe per la migliore sceneggiatura: I due mondi di Charly

## Filmografia come sceneggiatore
- 1955 - 5 contro il casinò
- 1956 - Huk! il grido che uccide
- 1957 - L'alibi sotto la neve
- 1960 - Il villaggio dei dannati
- 1965 - La vita corre sul filo
- 1967 - La calda notte dell'ispettore Tibbs
- 1968 - I due mondi di Charly
- 1969 - L'investigatore Marlowe
- 1970 - Passeggiata sotto la pioggia di primavera
- 1970 - Il silenzio si paga con la vita
- 1971 - L'uomo che venne dal nord
- 1972 - L'avventura del Poseidon
- 1972 - I nuovi centurioni
- 1973 - Shaft e i mercanti di schiavi
- 1974 - L'inferno di cristallo
- 1975 - Killer Elite
- 1976 - Cielo di piombo, ispettore Callaghan
- 1977 - Telefon
- 1978 - Messaggi da forze sconosciute
- 1980 - Ormai non c'è più scampo
- 1987 - Over the Top
- 1995 - L'arpa d'erba